# Nanna (nordisk mytologi)
 For alternative betydninger, se Nanna (flertydig). (Se også artikler, som begynder med Nanna)
Nanna er Balders kone i den nordiske mytologi.
Balder og Nanna bor i Asgård, på gården Breidablik, hvor der intet ondt findes og alt er rent og pænt.
Ifølge Snorri dør Nanna af sorg og brændes i samme ligbål som Balder, hvorefter de følges ad til det underjordiske uhyggelige Hel. Sammen har de sønnen Forsete.